# Eleição municipal de São Bernardo do Campo em 1951
A eleição municipal de São Bernardo do Campo em 1951 ocorreu no dia 14 de outubro de 1951, no mesmo dia que Santo André, quando 7.321 eleitores são-bernardenses elegeram um prefeito, um vice-prefeito (votação separada) e 15 vereadores. Esta foi a segunda eleição direta para o comando da prefeitura desde a emancipação da cidade, que visou eleger o 17º prefeito desde a criação do antigo município em 1889; o 4º desde a emancipação em 1944; e o segundo por sufrágio universal.

## Candidatos a Prefeito
| Nome          | Partido | Coligação              |
| ------------- | ------- | ---------------------- |
| Lauro Gomes   | PTB     | PR PSD UDN PRP PDC POT |
| Edmundo Delta | PSP     |                        |

## Candidatos a Vice-prefeito
| Nome          | Partido |
| ------------- | ------- |
| Bertolo Basso | PTB     |
| Jacinto Bruni | PSP     |

## História

### Antecedentes
O município de São Bernardo foi criado no dia 12 de março de 1899. No dia 30 de novembro de 1938, a sede do município é transferida para Santo André, pois o município crescera mais que São Bernardo, devido ao serviço de ferrovias, algo só revertido em 30 de novembro de 1944, apesar da pressão contrária do prefeito de Santo André, José de Carvalho Sobrinho, com participação popular, tendo Wallace C. Simonsen, presidente da Sociedade Amigos de São Bernardo, nomeado como o primeiro prefeito do município emancipado pelo então interventor de São Paulo, Fernando Costa. Na primeira eleição do município, em 1947, foi eleito José Fornari, candidato indicado e apoiado pela prefeita Tereza Delta, que assumiu a prefeitura, nomeada pelo governador Ademar de Barros, na janela anterior a eleição de 1947.
Naquele ano de 1951, ocorria uma disputa entre duas facções de vereadores: uma liderada por Tereza Delta (PSP) e outra pelo prefeito José Fornari (PSP), com ambos alegando legitimidade para legislar - como resultado, a obstrução da administração. Tereza Delta, que havia sido nomeada prefeita com a cidade já emancipada, já possuia grande influência política desde a Segunda Guerra Mundial e passou a bancar seu irmão, Edmundo Delta, como candidato a prefeito.

### PSP-SBC

#### Entrada de Edmundo Delta
O Jornal de Notícias de 10 de junho de 1951 anunciou, sem indicar o nome, que Tereza Delta iria indicar um nome ao PSP que não tinha simpatia do partido ou da população local. Como cabo eleitoral, a deputada Tereza Delta levou o deputado petebista Eumene Machado para apoiar o candidato do PSP. No dia 11 de outubro, Tereza Delta realizou um comício em apoio ao seu candidato, com presença do governador Ademar de Barros.

### PTB-SBC
O Partido Trabalhista Brasileiro era a única oposição ao PSP. Porém, de acordo com Bethke 2008, era completamente inexpressivo e sem tradição na política local.  A princípio o partido visava lançar Bortolo Basso como prefeito, mas a disputa era considerada complicada pela falta de recursos do partido local, além da falta de seu secretário que havia apoiado o candidato governista.

#### Entrada de Lauro Gomes

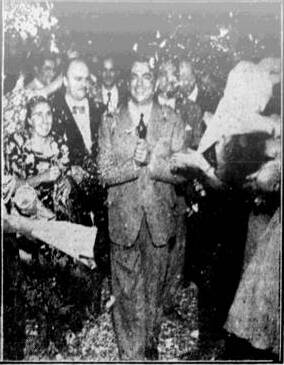
Lauro Gomes em seu primeiro comício

Lauro Gomes já tinha conexão com pessoas influentes na cidade através de seu casamento com a filha de Arthur Rudge Ramos. Lauro Gomes herdou uma casa no então bairro dos Meninos que, após pedido da população, teve seu nome alterado para Rudge Ramos. Impressionado com o gesto, Lauro Gomes passou a ajudar no desenvolvimento do bairro.
Em julho de 1951 Lauro Gomes foi convidado a participar das eleições por um amigo, membro do PSP. Seu nome foi aceito pelo grupo partidário, com a ressalva de “um deputado” que, de acordo com sua entrevista no Correio Paulistano, queria “perpetuar sua família na cidade”. Lauro Gomes, que era desconhecido pela maioria a população, teve o Partido Republicano e o PSD, UDN, PRP, PDC, POT em sua coligação.
As convenções foram interrompidas e, com isso, embarcou para a Europa, onde recebeu um telegrama do presidente do PTB de SBC, reagindo aos movimentos políticos locais e pedindo para que participasse do pleito. Em suas palavras, Lauro Gomes descreveu sua visão naquele momento como: “...tendo já obtido para mim tudo o que desejava obter, estava na obrigação de dar o que estivesse em mim para aquele povo que eu sabia generoso, desamparado, e por que não dizer, acorrentado a política de compressão e mandonismo e descaso por suas necessidades mais elementares”.
Bethke 2008, ex-membro do PSP, filiado ao PTB e alçado ao cargo de secretário, relatou que o nome de Lauro Gomes foi indicado por Antônio Emídio de Barros Filho, irmão do governador Ademar de Barros, e que se Bethke o apoiasse, Barros Filho traria o apoio do governador, algo que se confirmou. Após isso, Bethke foi se encontrar com o advogado Artur de Paula Maudonnet, responsável pela representação de Lauro Gomes no meio político enquanto ele estava fora do país e o encontro resultou em Maudonnet enviado à França um telegrama com a proposta de Bethke. Gomes aceitou a proposta, disposto a financiar a campanha, inicialmente disponibilizando uma verba de 500,000 dólares, e Bethke teve que convencer os partidários do PTB, como o pré-candidato não oficial Bortolo Basso, que foi convencido a aceitar o recém-criado posto de vice-prefeito, a apoiar o nome de Lauro Gomes.
Antes da chegada do candidato, ocorreu uma reunião de pré-lançamento da candidatura no Cine Anchieta, que demonstrou interesse popular na candidatura. Lauro Gomes interrompeu sua viagem no dia 23 de setembro, chegando na cidade no dia seguinte e se apresentando ao público no dia 26, sendo cobrido de aplausos e flores no Cine Anchieta. Lauro Gomes realizou comícios diários entre os dias 26 de setembro e 11 de outubro. Com sua chegada, iniciou-se o “Laurismo”, corrente de opositores aos “Terezistas”. O último comício, realizado na Praça da Matriz, contou com a presença, como cabos eleitorais, da deputada Conceição da Costa Neves e a deputada Ivete Vargas, presidente do PTB nacional. O risco de violência política estava presente, como Bethke 2008 descobriu mais tarde, com a presença de dois atiradores no comício. No fim da campanha, Gomes recebeu o apoio do ex-prefeito Wallace Simonsen e do prefeito José Fornari.

### Eleições
Foi a primeira eleição com a figura de vice-prefeito. O principal candidato, Lauro Gomes (PTB), teve sua inscrição como candidato feita quando ele estava em Paris e ele retornou duas semanas antes do pleito, conseguindo 2592 votos, contra 2476 votos do segundo colocado, Edmundo Delta (PSP), irmão da ex-prefeita Tereza Delta e candidato governista. Somente dois candidatos concorreram ao cargo. Bortolo Basso (PTB) foi eleito como vice de Lauro Gomes. O resultado só foi proclamado no dia 17 de outubro. A eleição em si viu poucos incidentes e as urnas foram enviadas ao Estádio do Pacaembu para apuração.
Com a derrota de seu candidato, Tereza Delta (PSP), que comandava a política local, acusou a oposição de ter ilegalmente transferido 900 eleitores para a cidade. Lauro Gomes (PTB), em resposta ao Correio Paulistano, notou que passou sua campanha eleitoral lembrando a população quanto ao risco de seus adversários realizarem transferências ilegais. O Jornal de Noticias do dia 19 de outubro relatou que a derrota do candidato da Tereza Delta foi considerada uma surpresa, mas apesar disso, a deputada Tereza Delta telefonou ao prefeito eleito para parabenizá-lo e declarar que o apoiaria na Assembleia Legislativa, desde que ele trabalhasse pelo bem da cidade.
A diplomação dos candidatos eleitos ocorreu no dia 30 de outubro de 1951. A posse ocorreu no dia 1 de janeiro de 1952.

### Resultados

#### Prefeito
Resultado da eleição para prefeito, por colocação.
| Turno único 14 de outubro de 1951 | Turno único 14 de outubro de 1951 | Turno único 14 de outubro de 1951 |
| Candidato(a)                      | Votação                           | Votação                           |
| Candidato(a)                      | Porcentagem                       | Total                             |
| --------------------------------- | --------------------------------- | --------------------------------- |
| Lauro Gomes (PTB)                 | 35,40%                            | 2.592                             |
| Edmundo Delta (PSP)               | 33,82%                            | 2.476                             |
| Total de votos válidos            | 69,22%                            | 5.068                             |
| Total de eleitores                | 100,00%                           | 7.321                             |

| Partido | Partido | Candidato     | Votos | Votos (%) |
| ------- | ------- | ------------- | ----- | --------- |
|         | PTB     | Lauro Gomes   | 2 592 | 51,14%    |
|         | PSP     | Edmundo Delta | 2 476 | 48,86%    |
| Totais  | Totais  | Totais        | 5 068 |           |

#### Vice-prefeito
Resultado da eleição para vice-prefeito, por colocação.
| Turno único 14 de outubro de 1951 | Turno único 14 de outubro de 1951 | Turno único 14 de outubro de 1951 |
| Candidato(a)                      | Votação                           | Votação                           |
| Candidato(a)                      | Porcentagem                       | Total                             |
| --------------------------------- | --------------------------------- | --------------------------------- |
| Bortolo Basso (PTB)               | 33,56%                            | 2.457                             |
| Jacinto Bruni (PSP)               | 31,92%                            | 2.337                             |
| Total de votos válidos            | 65.48%                            | 4.794                             |
| Total de eleitores                | 100,00%                           | 7.321                             |

| Partido | Partido | Candidato     | Votos | Votos (%) |
| ------- | ------- | ------------- | ----- | --------- |
|         | PTB     | Bortolo Basso | 2 457 | 51,25%    |
|         | PSP     | Jacinto Bruni | 2 337 | 48,75%    |
| Totais  | Totais  | Totais        | 4 794 |           |

#### Vereadores
|                            |         |         |
| Candidato(a)               | Partido | Votação |
| Candidato(a)               | Partido | Total   |
| Luiz Cione Castro          | PSP     | 384     |
| Evandro Caiafa Esquivel    | PSP     | 238     |
| Claudio Takeshita          | PTB     | 222     |
| Aldino Pinoti              | PTB     | 221     |
| Alfredo Sabatini           | PTB     | 219     |
| Irineu Bento               | PTB     | 195     |
| João Eboli                 | PSP     | 187     |
| Silvio de Oliveira Lima    | PTB     | 185     |
| Ernesto Augusto Cleto      | PSP     | 184     |
| Laerte Francisco Pinchiari | PTB     | 183     |
| Angelo Rafael José Lentini | PSP     | 173     |
| Raimundo Nonato da Cruz    | PTB     | 168     |
| Sigsmundo Sérgio Ballotin  | PTB     | 143     |
| Helio de Sousa Melo        | PSP     | 128     |
| Roque Menuccili            | PSP     | 125     |

O PTB teve como suplentes Mario Nakano e Otto João Gustavo Bethke. Foram apurados um total de 4953 votos, incluindo votos em branco, com 2465 para o PTB, que ocupou 8 dos 15 assentos. Claudio Takeshita foi eleito presidente da Câmara Municipal. A coligação PSP/PSD/PTB recebeu 4.500 votos, enquanto a coligação UDN/PR/PTN recebeu apenas 67. Nesta legislatura ocorreu a instalação da Câmara Municipal e a criação do Brasão e da Bandeira municipal, sancionada como Lei Municipal nº180 de 23 de outubro de 1952, que manteve a lei nº 351, de 20 de dezembro de 1926.

## Nota
1. ↑  Desconsiderando o período que a cidade foi o Distrito de Paz de São Bernardo (Q125998871), parte de Santo André.